# Juan Lorenzo Palmireno

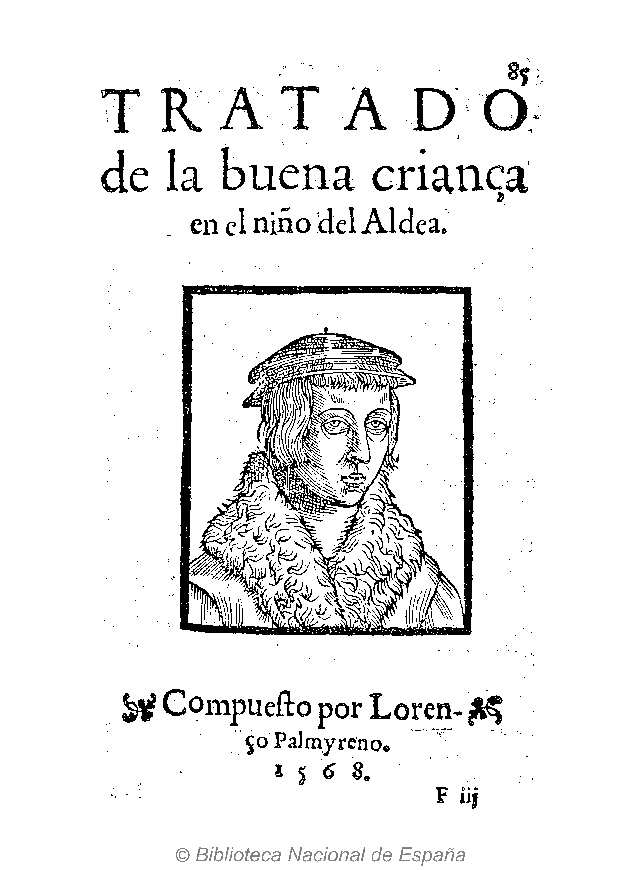
Portada del Tratado de la buena criança en el niño del Aldea incluido en El estudioso de la Aldea de Juan Lorenzo Palmireno en la edición de Juan Mey, Valencia, 1568, con el retrato de Juan Luis Vives.

Juan Lorenzo Palmireno, nacido Juan Lorenzo Roca (Alcañiz, (Teruel), 1524-Valencia, 1579), fue un dramaturgo, pedagogo y humanista español.

## Biografía
Formado en el Studia Humanitatis de Alcañiz, posteriormente amplió sus estudios en Zaragoza y en el Studi General de Valencia, donde obtuvo la cátedra de Poesía en 1550.
Es en la ciudad del Turia donde comenzó a publicar libros destinados prioritariamente a la docencia. En 1556 se trasladó a Alcañiz donde permaneció hasta 1561 alternando su labor pedagógica entre esta localidad y Zaragoza. Este último año volverá a Valencia para desempeñar el cargo de profesor de Griego y Retórica, donde cada año componía una comedia que hacía representar a sus alumnos. Volvió a Alcañiz, donde impartió clases entre 1570 y 1572, para regresar a Valencia donde murió.

## Obra
Helenista y latinista, escribió varias comedias humanísticas con propósito didáctico, cuyo objetivo primordial era servir de textos que serían representados por los alumnos, para ejercitarse así en el dominio del latín.
Sabemos que escribió un Dialogus (1562) y conservamos completa una fábula, titulada Fabella Aenaria (Valencia, 1574). También compuso cinco comedias: Sigonia (1563), Thalassina (1564), Octavia (1564), Lobenia (1566) y Trebiana (1567), de las que solo nos quedan fragmentos. Su actividad como dramaturgo ha de situarse en el contexto del teatro humanístico practicado en los studia humanitatis a lo largo de todo el Renacimiento. Fue un precedente del resurgir del teatro clásico por parte de autores como Juan de Timoneda, Juan de la Cueva o Lupercio Leonardo de Argensola. En sus obras dramáticas se aprecia una evolución hacia escenas cada vez más populares, acercándose al dibujo de costumbres contemporáneas, e incorporando el canto y la danza. Destaca en ellas el diseño de los caracteres femeninos, sus atrevidas notas de humor, la habilidad para la estructura del enredo y un incipiente acercamiento al tema del honor. Sus comedias incorpora una gran variedad de caracteres, y están escritas utilizando varias lenguas mezcladas: latín, griego, castellano, valenciano, italiano e incluso portugués.
Palmireno llegó a publicar unas ciento cincuenta obras. Desde traducciones de clásicos como Aristófanes hasta humanistas como Lorenzo Valla. En ellas se decantó por un estilo oratorio y ciceroniano, que defendió en su Disputatio de vera et facili imitatione Ciceronis (Zaragoza, 1560) y en Phrases Ciceronis..., que vio la luz adjunta a su Fábula Aenaria. Sin embargo, y pese a sus preferencias por este estilo, también estudió y admiró la obra de escritores sentenciosos y senequistas, como Erasmo de Róterdam y Luis Vives y comentó los emblemas de Alciato. En esta línea publicó una colección de sentencias titulada Adagiae Hispanicae in Romanum sermonem conversa (1584), que posteriormente sería aumentada por su hijo, Agesilao Palmireno, en sus Adagia Hispanica (1591), También cabe destacar entre su producción Vocabulario de medidas y monedas (1563) y un Vocabulario del humanista (1569). Escribió asimismo una Rhetórica, publicada en dos partes en 1546 y 1565, en la que se nos han transmitido varios ejemplos de pasajes de su teatro.
Pero quizá la obra que alberga mayor interés literario en la actualidad sea El estudioso en la aldea, un relato autobiográfico que contiene interesantes disquisiciones acerca de la preceptiva literaria e influyó en el Fray Gerundio de Campazas del padre Isla.

### Obras de Palmireno
- Vocabulario del humanista / compuesto por Lorenço Palmreno (sic) ; donde se trata de aues, peces, quadrupedos ..., yeruas, metales, monedas ..., Vergilio (sic) Archivado el 9 de junio de 2020 en Wayback Machine., Valentiae, ex typographia Petri à Huete, in placea herbaria, 1569.
- Segunda parte del latino de repente : donde ... comento ... las elegancias de Paulo Manucio : Hay también Palmyreni Index que es breue comentario sobre las Epistolas de Ciceron ad familiares Archivado el 9 de junio de 2020 en Wayback Machine., Valencia, en casa de Pedro de Huete, 1573.

### Estudios
- Castillo de Lucas, Antonio, «Refranes de mesa, salud y buena crianza de Lorenzo Palmireno (Siglo XVI)» en TERUEL, Órgano oficial de la Institución, Teruel, Instituto de Estudios Turolenses de la Excma. Diputación Provincial de Teruel, 1965, Núm. 33, págs. 125-180 (incluye además 13 láminas que reproducen la portada y texto de la 1ª edición de El estudioso cortesano, Valencia, 1573).
- Ruth H. Kossoff, «Lorenzo Palmireno, crítico literario», Actas de la Asociación Internacional de Hispanistas (AIH). vol. V, 1974.
- José Fradejas Lebrero, «Lorenzo Palmireno. Cuentos», Archivo de Filología Aragonesa (AFA), LXIII-LXIV, 2007-2008, págs. 131-206. ISSN 0210-5624
- Galleo Barnés, Andrés, [https://cvc.cervantes.es/literatura/criticon/PDF/105/105_139.pdf «Refranes de mesa, salud y buena crianza», Criticón, 105 (2009), pp. 139-176.
- Mariàngela Vilallonga, Bibliografía de Juan Lorenzo Palmireno.
- Joaquín Pascual Barea, «Neo-Latin Drama in Spain, Portugal and Latin-America» Archivado el 9 de octubre de 2018 en Wayback Machine., en Neo-Latin Drama and Theatre in Early Modern Europe. Leiden/Boston: Brill, 2013, 545-631 (pp. 588-590 y 626-627).

- Datos: Q5950713
- Multimedia: Juan Lorenzo Palmireno / Q5950713
- Textos: Autor:Juan Lorenzo Palmireno